# Aviation

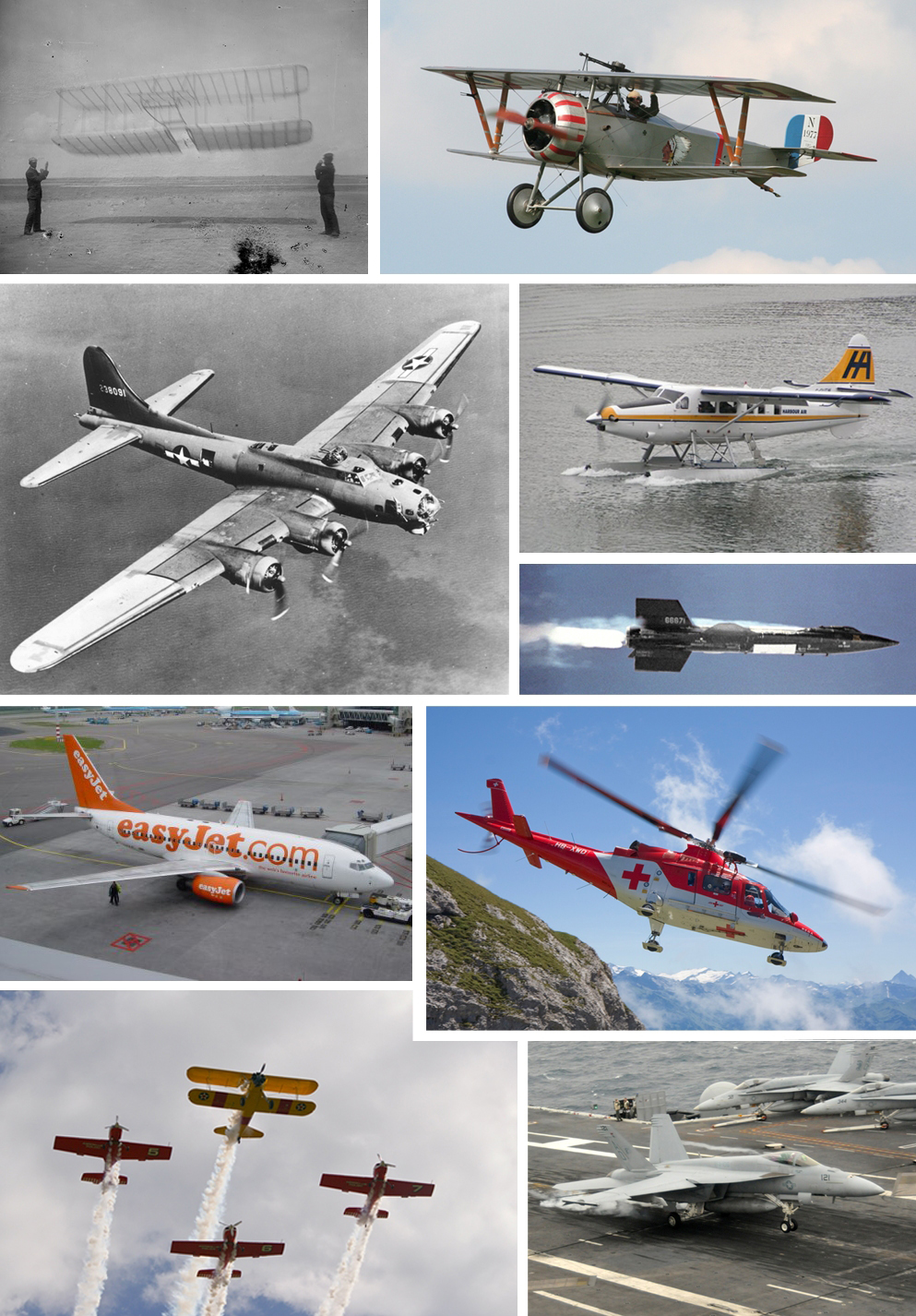
Quelques aspects de l'aviation.

Pour les articles homonymes, voir Aviation (homonymie).
 (septembre 2014).
Si vous disposez d'ouvrages ou d'articles de référence ou si vous connaissez des sites web de qualité traitant du thème abordé ici, merci de compléter l'article en donnant les références utiles à sa vérifiabilité et en les liant à la section « Notes et références ».
L'aviation est une activité aérienne qui comprend l'ensemble des acteurs, techniques et règlements liés à l'utilisation d'un aéronef dans un but particulier. Ces diverses activités peuvent être classées en activités de sport et loisir ou activités économiques et activités militaires.
Il existe d'autres activités aériennes telles que le parachutisme ou le vol en combinaison volante qui utilisent une voilure comme un aéronef.

## Origine
Le terme « aviation » a été inventé par Gabriel de La Landelle et Gustave de Ponton d'Amécourt en 1863. Il figure dans la Note Préliminaire du livre de La Landelle : Aviation ou Navigation aérienne,. Le mot a été créé à partir du verbe « avier », lui-même dérivé du latin « avis » (« oiseau »), et du suffixe « -ation »,,. Le mot « avion » fut inventé par Clément Ader en 1903.

## Histoire

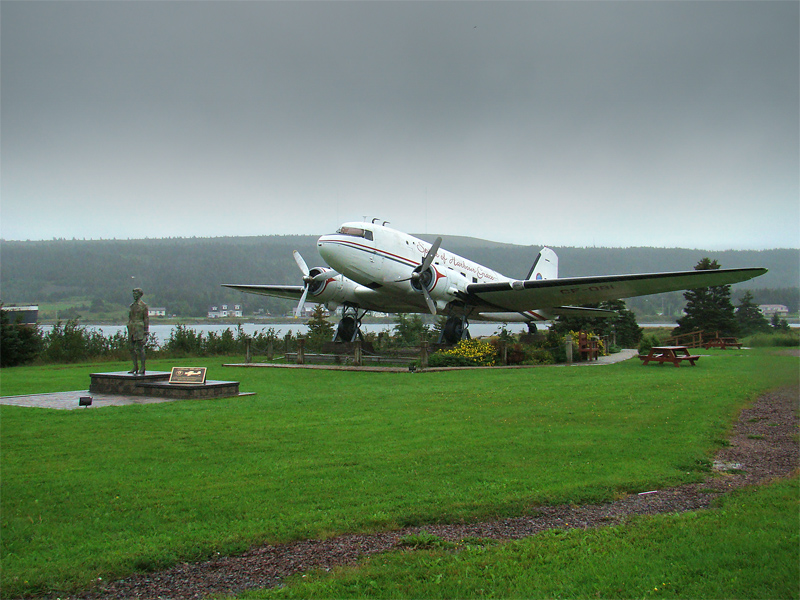
Monument pour Amelia Earhart à Harbour Grace.

## «Aéronautique» ou «aviation»
Les dictionnaires courants donnent des définitions quasi équivalentes pour les deux termes : le domaine des machines permettant de naviguer dans l'atmosphère terrestre. Le terme « aviation » recouvrant plus particulièrement le domaine des avions, le terme « aéronautique » est donc plus général et doit être employé lorsque le sujet recouvre l'ensemble des aéronefs.
En anglais, le terme « aviation », bien plus usité dans cette langue que « aeronautics », recouvre quant à lui l'ensemble du domaine.

## Aviation générale
L'aviation générale est un terme générique qui regroupe toutes les activités aériennes civiles autres que le transport commercial.
Elle comprend principalement : l'Aviation légère (ULM, planeurs, avions légers, autogires, petits hélicoptères) et l'Aviation d'affaires.

### Le vol à voile

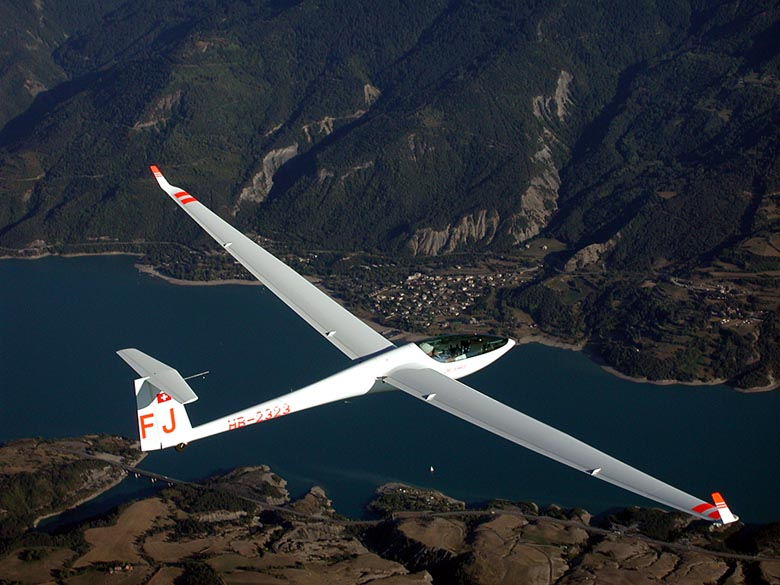
Un planeur.

C'est une activité de sport et de loisir utilisant un planeur, aéronef volant grâce à ses propres caractéristiques aérodynamiques. Le planeur est remorqué par un avion, voire par un treuil jusqu'à une altitude suffisante puis largué, ou bien possède son propre dispositif d'envol (motoplaneurs, planeurs autonomes). L'objectif du pilote est en général de se maintenir en l'air le plus longtemps possible en utilisant les ascendances thermiques de l'atmosphère (air chaud). On parle alors de vol en thermiques par opposition au vol dynamique exploitant les courants aériens dus aux reliefs et pratiqué le plus souvent en montagne.

### L'ultra-léger motorisé (ULM)
Comme son nom l'indique, l'ultra-léger motorisé (ULM) est un aéronef monoplace ou biplace très léger avec un poids maximum de 450 kg ou 472,5 kg si équipé de parachute pyrotechnique de secours et pourvu d'un seul moteur. Il existe six classes d'ULM. Le plus simple est un deltaplane à moteur, (le pendulaire), le type le plus utilisé de nos jours est semblable à un avion de petit gabarit (le multiaxes). Une autre catégorie est l'autogire, les plus simples sont les parapentes munis d'un petit moteur adapté (paramoteur). Il est bien adapté à la promenade et à la photographie aérienne ou même au voyage, se contentant de terrains réduits et il coûte beaucoup moins cher que des avions de tourisme. La dernière classe en date est l'hélicoptère ulm, identique à son cousin, mais limité en poids et puissance.
En France, pour obtenir le brevet de pilote ULM, quelle que soit la classe concernée, il faut avoir 15 ans révolus, satisfaire à un examen théorique de type questionnaire à choix multiples (QCM), et se voir délivrer une autorisation de vol seul à bord par un instructeur habilité après une formation pratique (20 à 30 heures en général).
Certains types d'aéronefs ne sont pas autorisés à voler en Suisse.

### La voltige ou acrobatie aérienne
C'est une activité sportive qui nécessite des appareils spécialement adaptés. Ces appareils sont renforcés pour résister aux efforts et contraintes subis durant les virages serrés, boucles, etc. Les moteurs doivent continuer à fonctionner quelle que soit la position de l'avion en cours d'évolution : vol sur le dos par exemple.

### Les avions utilitaires, l'école et l'entraînement

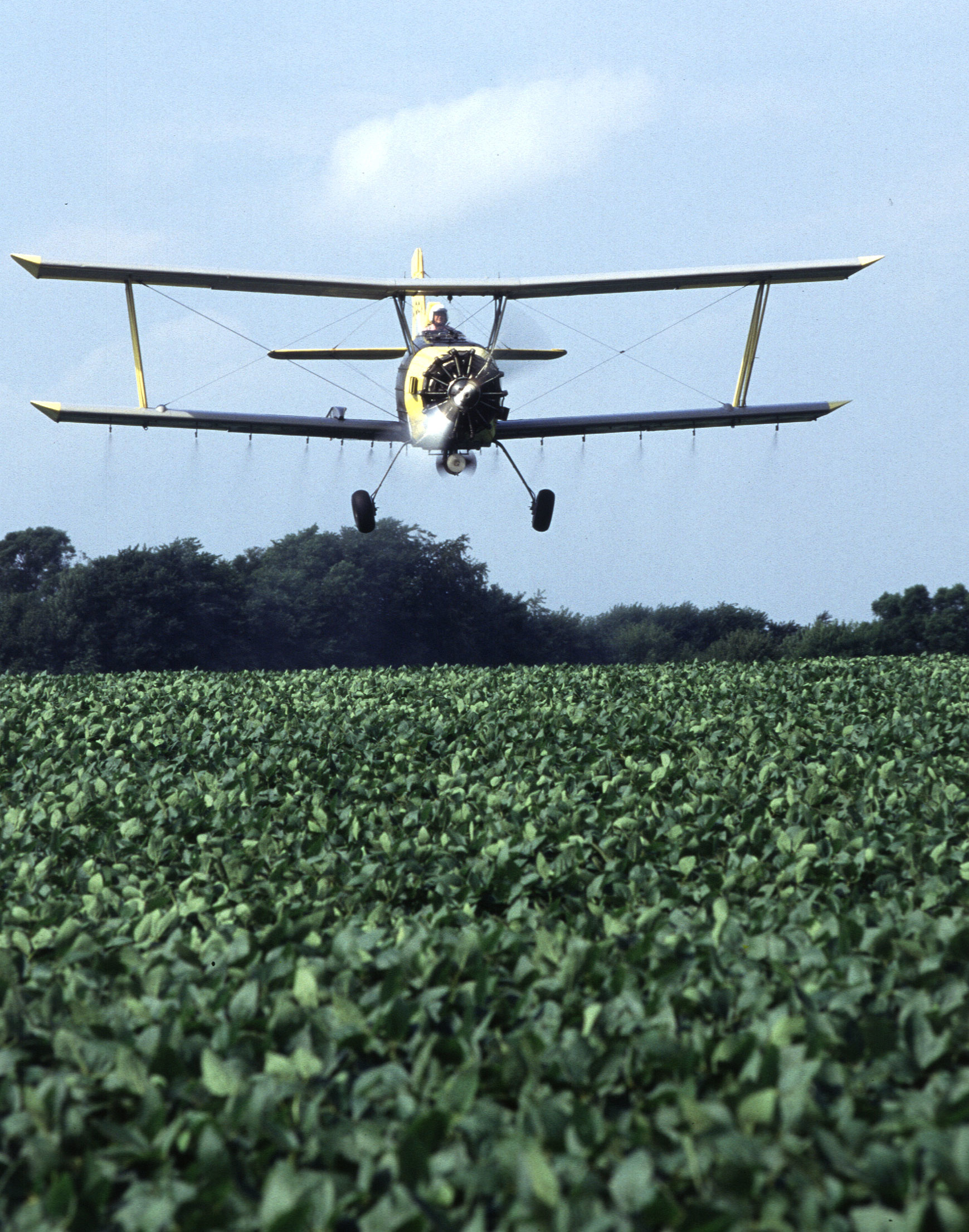
Traitement des récoltes.

C'est une activité commerciale qui consiste le plus souvent à épandre un liquide sur une zone donnée (lutte contre les moustiques, traitement des récoltes, etc.). Elle utilise des appareils légers sur lesquels sont montés les dispositifs de stockage et d'épandage des liquides. Il existe quelques appareils spécialement conçus pour cette activité.
La lutte contre les incendies est un cas particulier car il existe des appareils spécialement conçus pour écoper l'eau en mer ou sur un lac (remplissage du réservoir pendant le vol) pour ensuite la larguer au-dessus de l'incendie. Contrairement à l'épandage, le stockage puis le largage s'effectuent en quelques secondes ce qui nécessite un pilotage adapté.
D'autres activités doivent ou peuvent utiliser des moyens aériens mais, le plus souvent, les appareils sont adaptés et non pas conçus pour ces missions. On peut citer le remorquage des planeurs, le largage de parachutistes ou l'ambulance aérienne. L'activité la plus importante de cette catégorie est l'école et l'entraînement au pilotage où des moniteurs utilisent des appareils légers pour former et entraîner les futurs pilotes privés ou professionnels.
Ces activités peuvent aussi faire appel à l'hélicoptère.

### L'aviation de loisir ou de tourisme

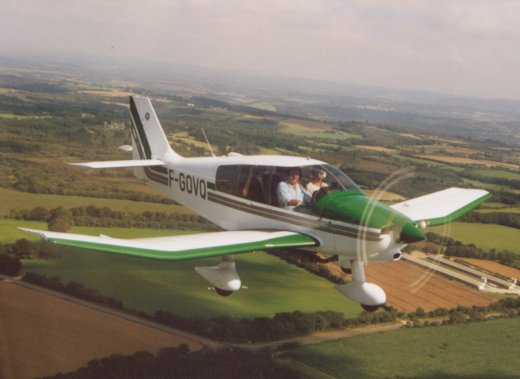
Un avion de tourisme de type Robin DR400.

C'est une activité de loisir réglementée à la fois en ce qui concerne les pilotes (licence de pilote), les machines (normes d'équipement minimal, de maintenance, etc.) et les déplacements (vol à vue dit « VFR » ou vol aux instruments dit « IFR »). Le coût de la formation au pilotage, celui des appareils et de leur entretien en font souvent une activité associative au sein d'aéro-clubs.
Le pilote, et éventuellement quelques passagers, pratique la navigation aérienne en utilisant des avions légers et en se déplaçant le plus souvent à l'aide des repères au sol définis à l'aide d'une carte aéronautique. Cette activité est donc dépendante des conditions météorologiques minimales exigées.
Pour pouvoir piloter ce type d'aéronef en France, un brevet de base BB (vol de 30 km autour d'un aérodrome) ou une licence pilote privé LAPL ou PPL est exigé. Des aides pour les jeunes existent, notamment le BIA (brevet d'initiation aéronautique). L'âge minimum pour obtenir le brevet de base est de quinze ans et pour postuler au brevet de pilote privé LAPL ou PPL il faut avoir au moins 17 ans.
Cette activité concerne aussi les hélicoptères mais leur coût d'exploitation est tel que le volume d'activité est marginal. Toutefois, ce volume est en croissance grâce à l'exploitation de machines étudiées spécifiquement pour le tourisme ou le loisir.

### L'aviation d'affaires

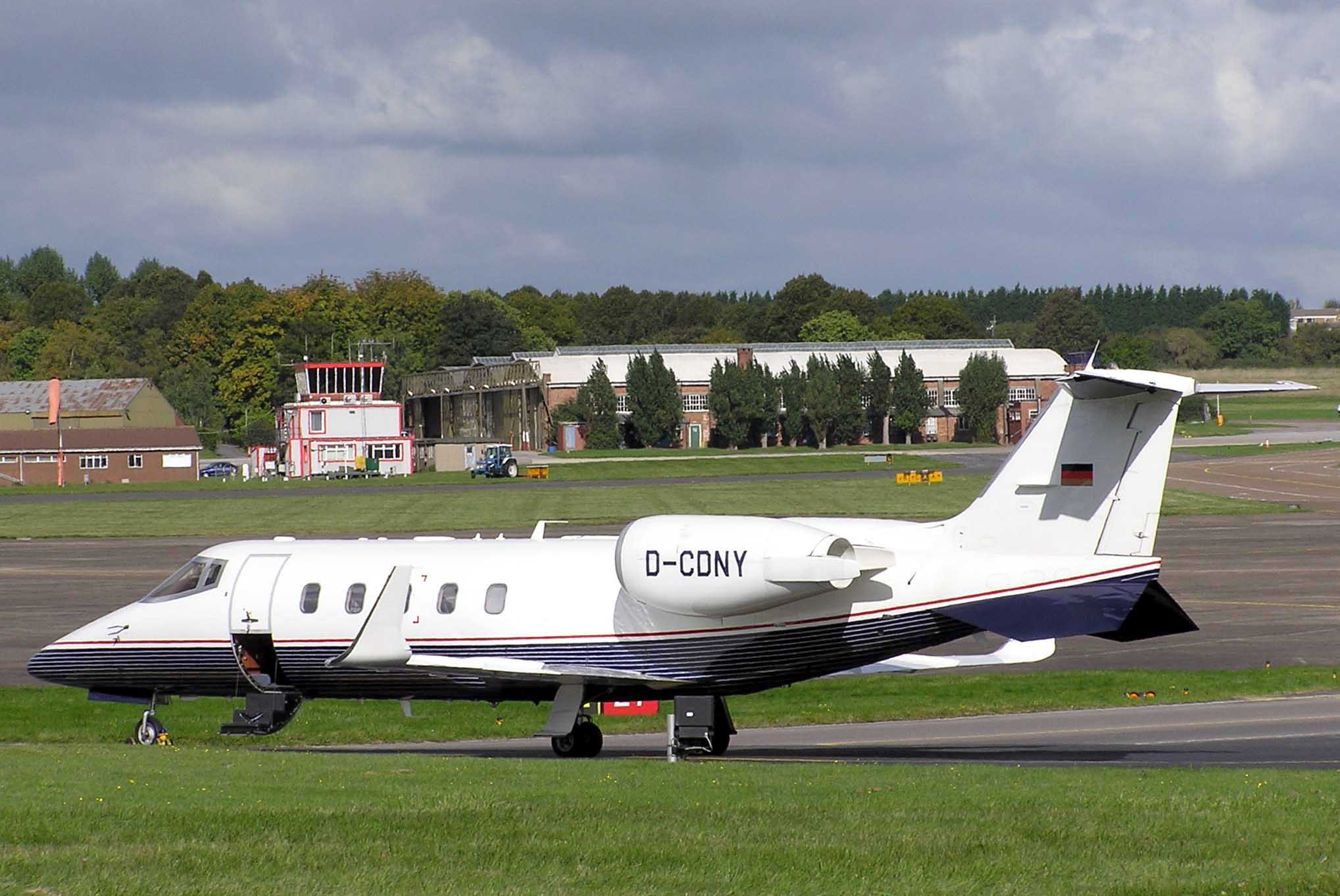
Un avion d'affaires.

Il s'agit d'une activité de nature commerciale qui permet de transporter quelques passagers à des horaires et sur des itinéraires négociés. Elle est surtout pratiquée par les hommes d'affaires, d'où son nom, qui utilisent un appareil acheté ou loué (avion-taxi) par leur compagnie pour les amener sur le lieu de leur réunion. L'aviation d'affaire cherche à s'affranchir des conditions météorologiques et utilise des pilotes professionnels qui pratiquent le vol aux instruments (IFR). Afin de répondre aux exigences réglementaires du transport commercial de passagers, les appareils sont au moins bimoteurs et l'équipage est constitué par un pilote et un copilote.[réf. nécessaire] (voir la page de discussion). Le type et la taille des appareils sont très variables, du bimoteur à pistons type Piper seneca pouvant emmener quatre passagers au quadriréacteur type Boeing 747 ou Airbus A340 emmenant une dizaine de passagers dans des conditions luxueuses. Certaines compagnies ou gouvernements utilisent des avions de transport commercial comme avion d'affaires. L'avion est alors équipé de quelques cabines luxueuses destinées aux dirigeants et d'une cabine standard pour les accompagnateurs.
Cette activité peut aussi utiliser des hélicoptères.

### Par pays

#### En France
Il y a 650 aérodromes en France servant aux multiples besoins des entreprises et des particuliers. En Île-de-France, on compte de l'ordre de 800 000 mouvements d'aviation générale par an sur la dizaine d'aérodromes qui lui sont ouverts (y compris Le Bourget qui compte pour 50 000), ce qui est du même ordre de grandeur que les mouvements d'aviation commerciale (environ 500 000 pour Roissy et 200 000 pour Orly).
On compte 50 000 pilotes d'avion détenteurs d’une licence dont 6 000 sont des pilotes professionnels. Parmi eux, 2 000 pilotes privés et 3 000 pilotes professionnels détiennent une qualification de vol aux instruments. En Europe, selon l'EASA, l’agence européenne pour la sécurité aérienne, il y a 300 000 pilotes privées et 80 000 appareils[Quand ?].
Le chiffre d'affaires 2006 de l'aviation générale en France est estimé (selon différentes sources) entre 150 et 500 millions d'euros. Cette activité occuperait entre 1 000 et 5 000 salariés.

## Aviation commerciale

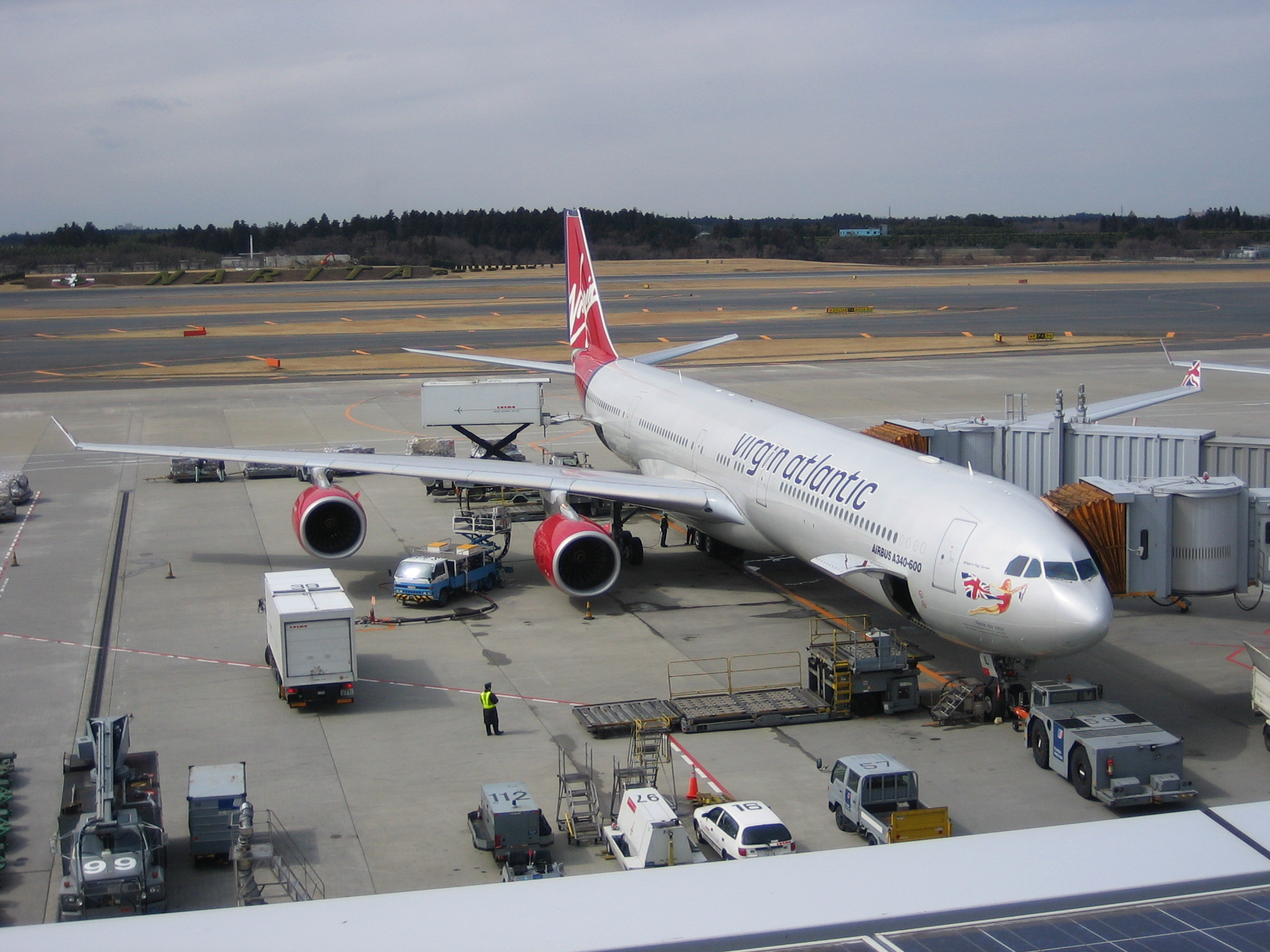
Un avion de ligne (Airbus A 340-600) en cours de préparation à un vol.

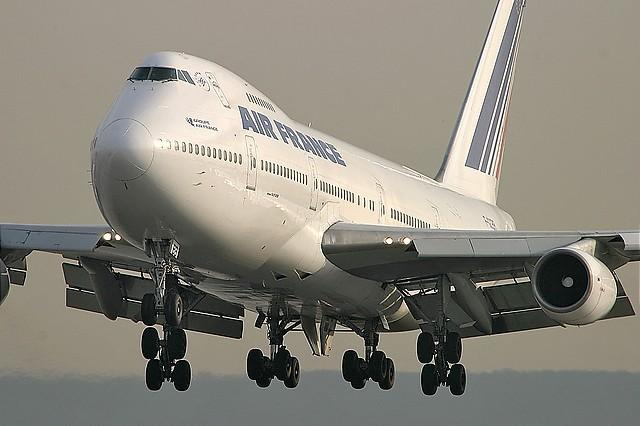
Un Boeing 747-200.

Le transport aérien commercial consiste à acheminer des passagers ou du fret sur des lignes régulières. Cette activité recouvre aussi bien des compagnies aériennes qui possèdent un seul appareil acheminant quelques touristes sur une île éloignée de quelques kilomètres du continent que des compagnies qui possèdent des centaines d'appareils, effectuent plusieurs milliers de vols par jour, transportent des dizaines de millions de passagers ou de tonnes de fret par an sur des distances pouvant atteindre 15 000 kilomètres.
Certaines compagnies se classent en tant que :
- transporteur régional, leur flotte achemine les passagers vers un grand aéroport dans un rayon de 100 à 400 kilomètres ;
- transporteur intérieur, leur flotte circule à l'intérieur d'un pays ;
- transporteur international, leur flotte joint plusieurs pays voire plusieurs continents.

Les compagnies charter pratiquent le vol à la demande. Elles vendent généralement leurs prestations à des groupes organisés. Leur activité obéit aux règles du transport commercial mais avec les objectifs de l'aviation d'affaire.
Le transport aérien commercial se pratique entre aéroports équipés d'installations spécifiques au traitement des passagers et du fret. Il essaie de s'affranchir des conditions météorologiques : tous les vols sont effectués dans des conditions de vol sans visibilité (IFR) et sous contrôle aérien. L'activité est très réglementée, les pilotes sont des professionnels soumis au renouvellement programmé de leurs licences, les appareils sont certifiés et soumis à des contrôles périodiques et le vol s'effectue en liaison avec les contrôleurs aériens en respectant des routes prévues.
Les appareils utilisés sont au moins bimoteurs (règles IFR). Ils peuvent transporter jusqu'à 800 passagers, sur des distances atteignant 15 000 kilomètres. L'équipage est constitué des PNT (personnel navigant technique) :
- un pilote (CDB ou commandant de bord) ;
- et un copilote (OPL ou officier pilote de ligne).

L'automatisation des appareils de navigation, de radiocommunication et de contrôle du vol ont fait quasiment disparaître les fonctions de mécanicien de bord, de navigateur et de radio (OMN ou officier mécanicien navigant) Le confort et la sécurité des passagers est assuré par le personnel de cabine (ou PNC personnel navigant commercial) La réglementation impose 1 PNC par tranche de 50 PAX (terme non péjoratif désignant les passagers en jargon aérien), même si pour des raisons commerciales il y en a souvent plus ; aucun PNC n'est obligatoire quand il y a moins de 20 PAX mais dans ce cas la séparation poste de pilotage et cabine doit rester ouverte pour permettre aux pilotes de jeter un œil dans la cabine.

## Activités militaires

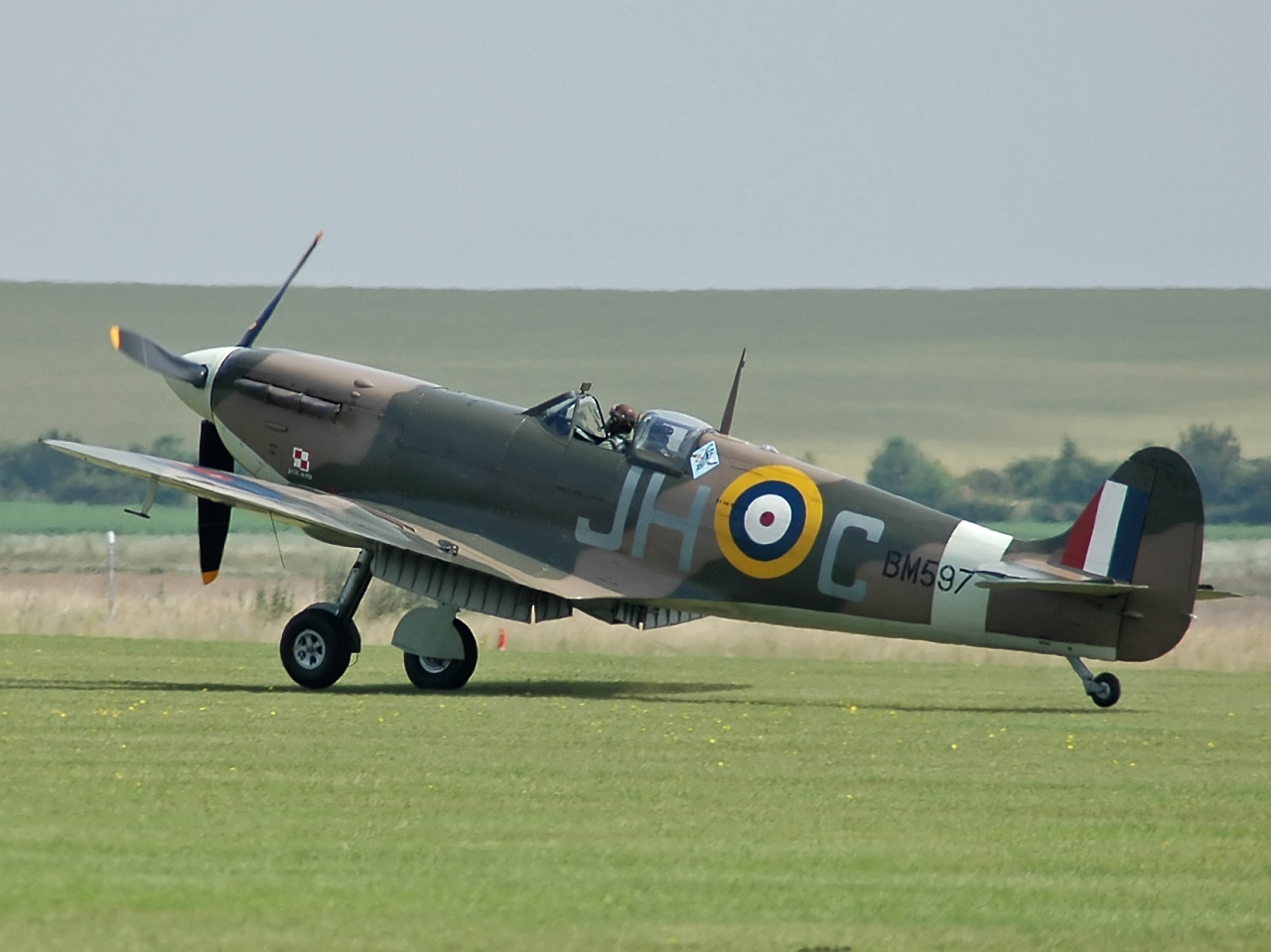
Le Spitfire, avion de chasse de la Seconde Guerre mondiale.

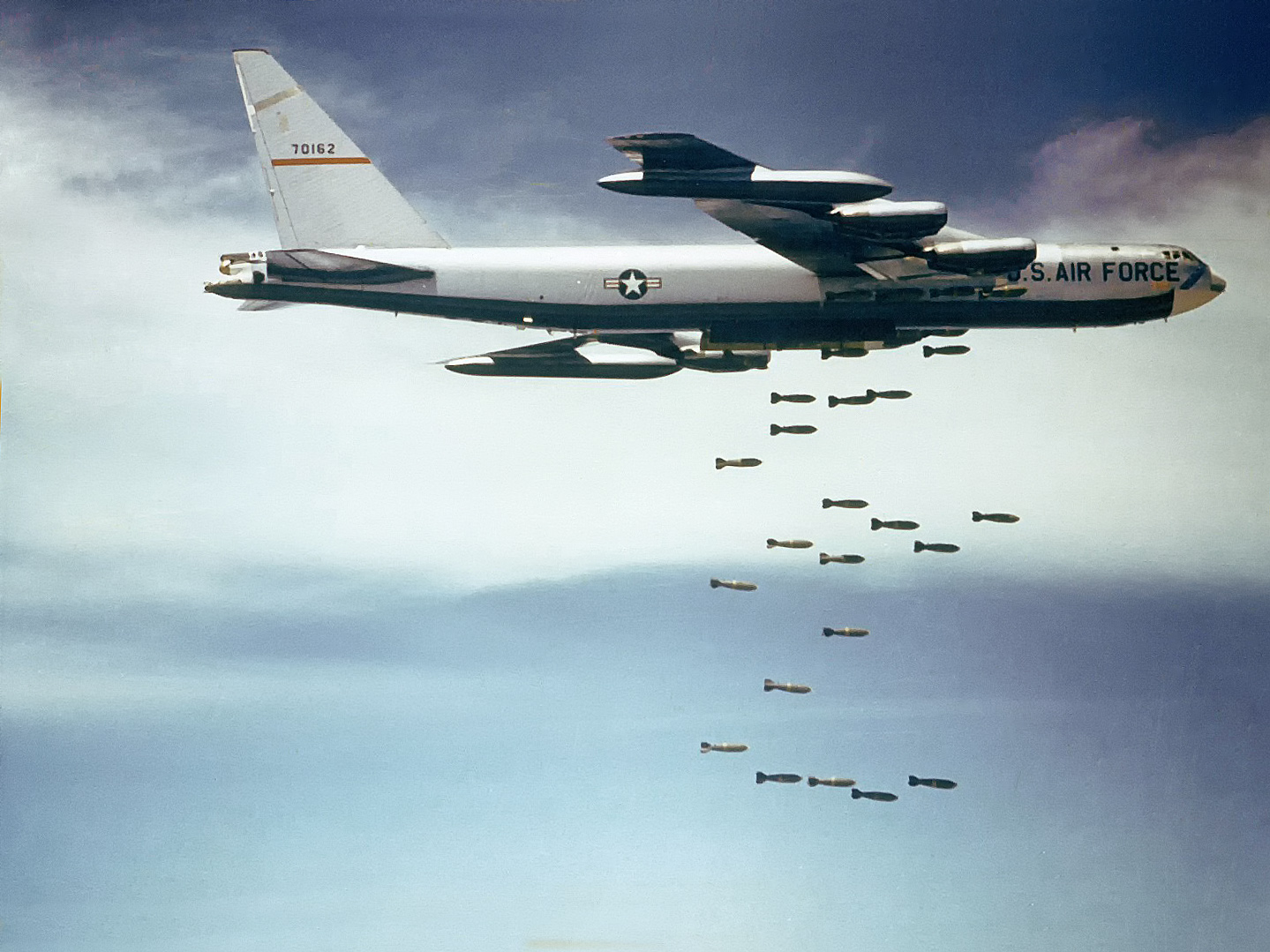
Un bombardier B-52 larguant ses bombes M117.

Dès l'invention des premiers avions, leurs créateurs ont tenté d'intéresser les militaires afin d'obtenir des crédits. Ceux-ci ont bien vu les possibilités de l'aviation et la supériorité qu'ils allaient pouvoir en tirer. Ainsi de nombreuses découvertes et avancées technologiques dans le domaine aéronautique sont dues aux militaires.
Les avions militaires se caractérisent par leurs missions :
- les avions de chasse ou d'interception doivent pouvoir atteindre un appareil ennemi dans des délais très courts et le combattre ; leurs performances principales sont la vitesse et la manœuvrabilité ;
- les avions d'attaque au sol ou de bombardement léger peuvent avoir des performances de vitesse inférieures mais leur manœuvrabilité est essentielle car ils opèrent très près du sol ;
- les bombardiers lourds sont conçus pour pouvoir emporter une importante quantité de bombes à grande distance ;
- les avions cargo ou de largage de parachutistes ont des caractéristiques proches de celles des avions de transport commerciaux. Initialement ces derniers étaient d'ailleurs des dérivés de leurs homologues militaires. Ces avions sont parfois adaptés à d'autres missions telles que le ravitaillement en vol (transport et transfert du carburant vers un autre appareil) ou la surveillance (emport d'une antenne radar de grande dimension).

En raison de leur coût de développement, les appareils militaires sont souvent multi-missions (on parle d'avions multirôles). L'adaptation à une mission particulière se fait par le changement des emports : ce sont des conteneurs placés sous le fuselage ou sous les ailes qui contiennent les équipements particuliers et les armes nécessaires à une mission.
Les avions militaires doivent obligatoirement s'affranchir des pires conditions météorologiques et doivent pouvoir assurer leur mission sans assistance au sol. C'est pourquoi les équipages des avions de type transport comportent un navigateur et un mécanicien contrairement à leurs homologues civils. Les avions monoplaces possèdent un très haut degré d'automatisation des fonctions de pilotage et de navigation afin de décharger au maximum le pilote de toutes les fonctions qui pourraient concurrencer l'accomplissement de sa mission.
Ces activités s'appliquent aussi aux hélicoptères militaires. La plupart des hélicoptères militaires sont multimissions, le principe de la modularité des emports s'appliquant encore plus que sur avion. Un hélicoptère peut aussi bien faire des liaisons, de l'ambulance, de l'attaque au sol, de la surveillance, etc.